# Минарет в Эрде
Минарет в Эрде (венг. Érdi minaret) — башня-минарет османской эпохи, расположенная в Эрде недалеко от столицы Будапешта в Венгрии. Это один из трех минаретов османской эпохи, сохранившихся в Венгрии. Два других — эгерский минарет и минарет мечети Хасана-паши в Пече.
Минарет высотой 23 метра (75 футов) был построен в XVII веке как часть мечети османскими мусульманами и использовался для призыва мусульман к молитве (азан). Историк Йожеф Молнар описывает мечеть как прямоугольное богато украшенное здание с красочными окнами, коврами и михрабом (молитвенной нишей) напротив входа в каменную раму двери с защищенным деревянными решетками балконом, по которому муэдзин пробирался к минарету. Структура башни минарета состоит из отдельно стоящего цилиндрического основания, конического перехода и многоугольной верхней части. Среднее и верхнее закрытия являются реставрациями и реконструкциями. Входной проем сегментирован и расположен выше от земли.
Минарет стоит отдельно в Эрд-Офалу, недалеко от плотины Дуная, рядом со следами древней римской военной дороги. Эта дорога до сих пор называется улицей Мексет, что означает «улица мечети», что является тонким намеком на стоявшую там мечеть.
На данный момент минарет зарегистрирован как культурный памятник Венгрии.

## Галерея

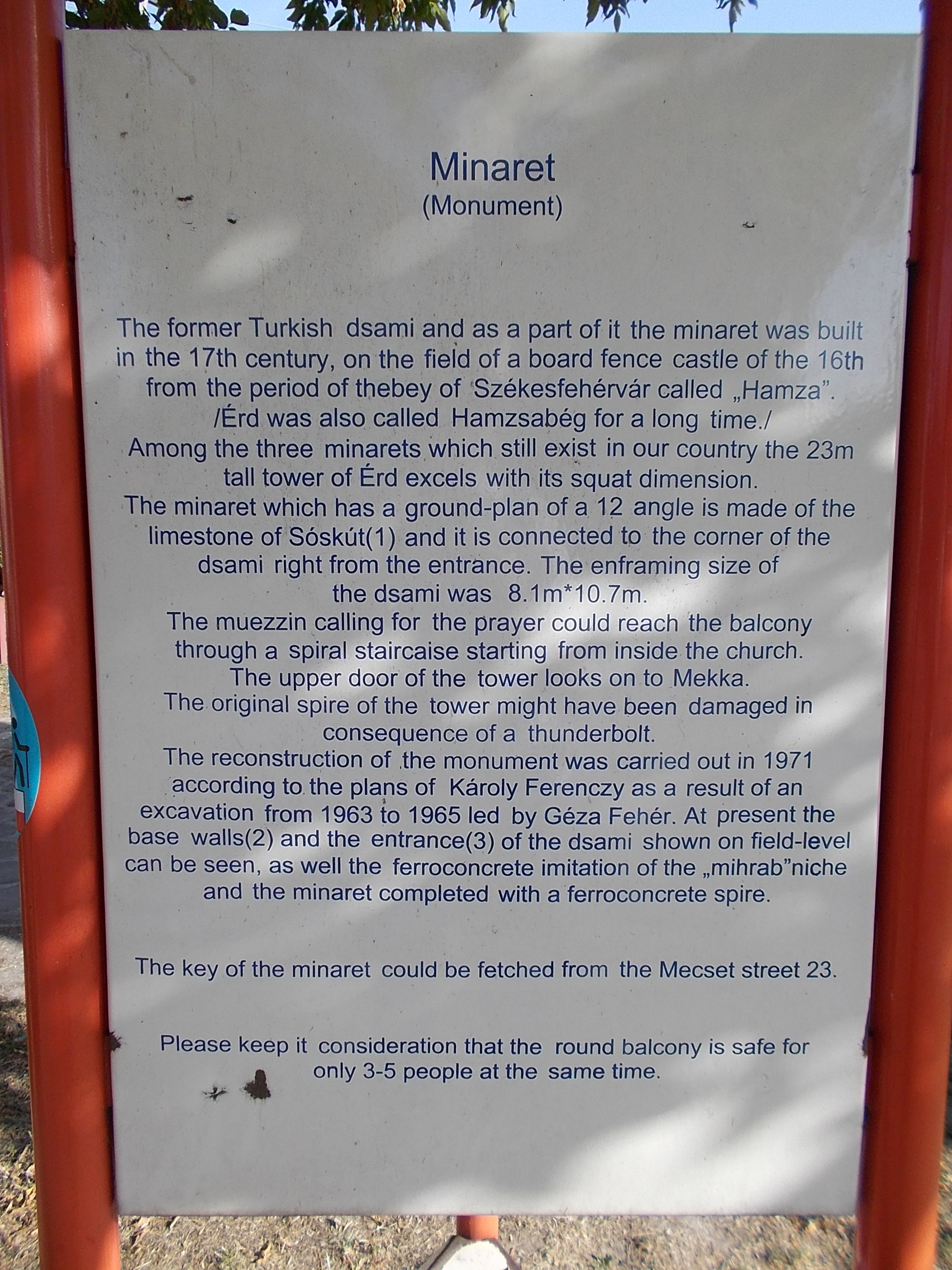
На месте имеется табличка с описанием на английском языке.
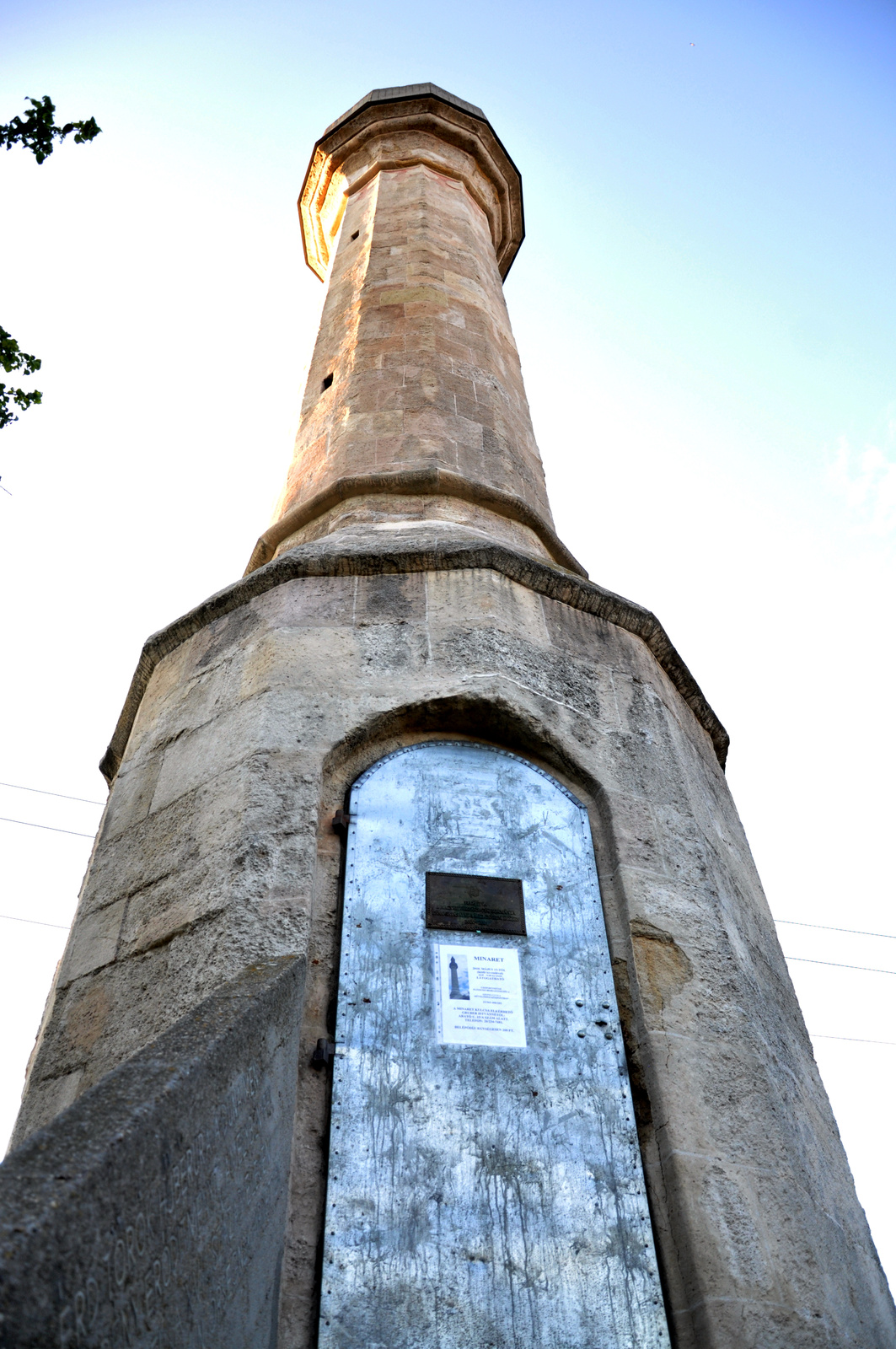
Вход в минарет.
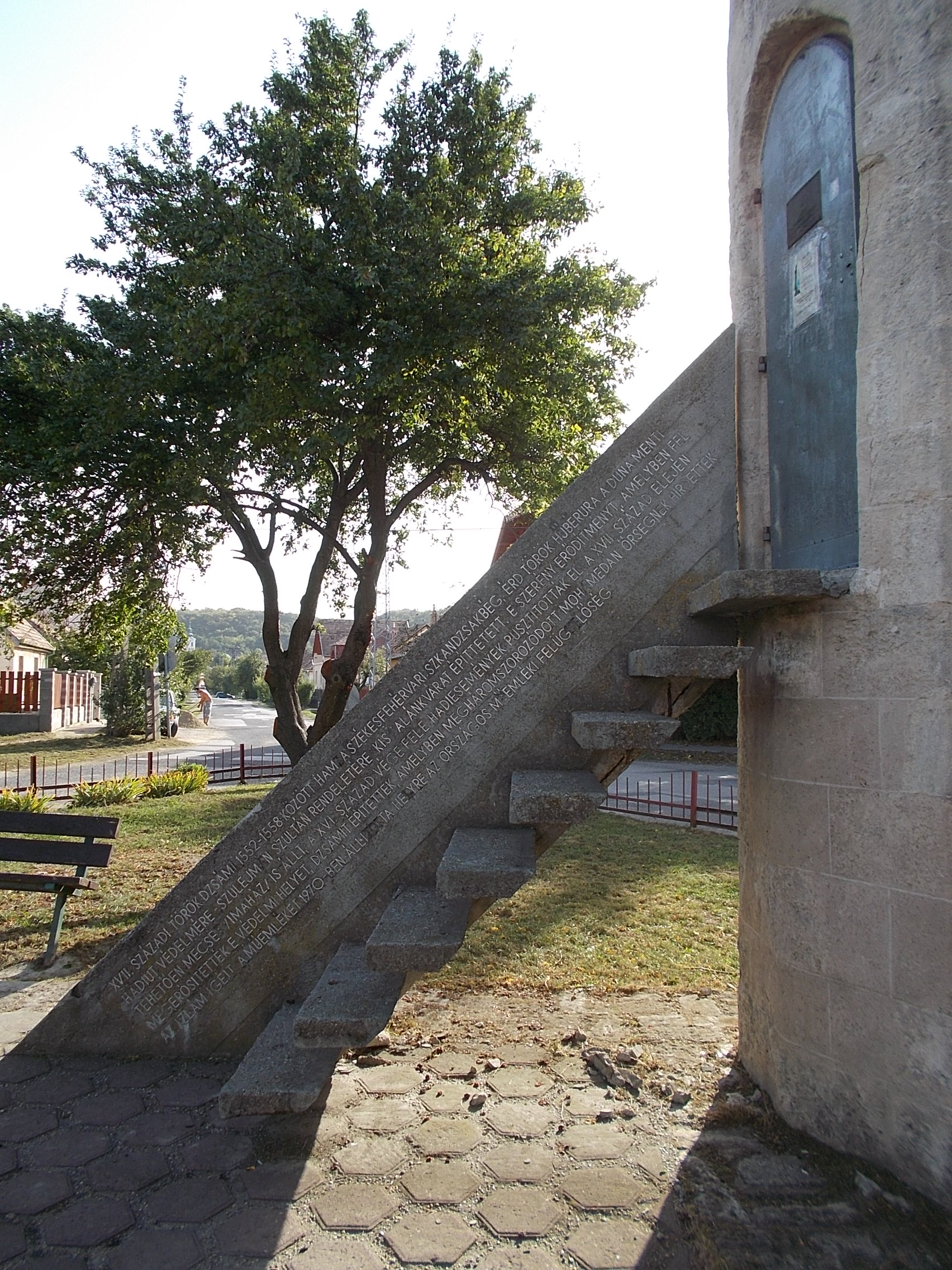
Лестница к входу в минарет.
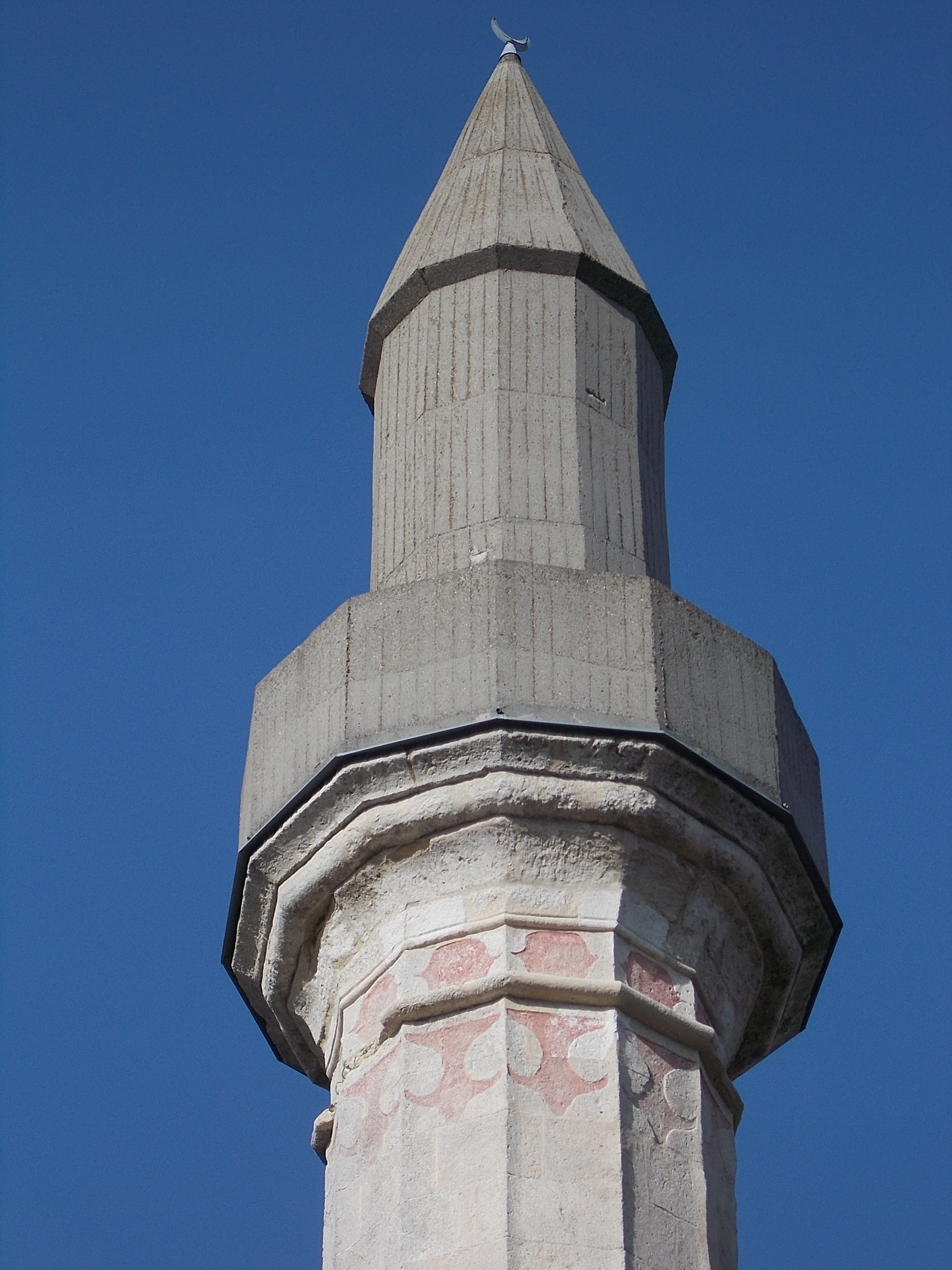
Верхняя часть минарета, реконструкция.
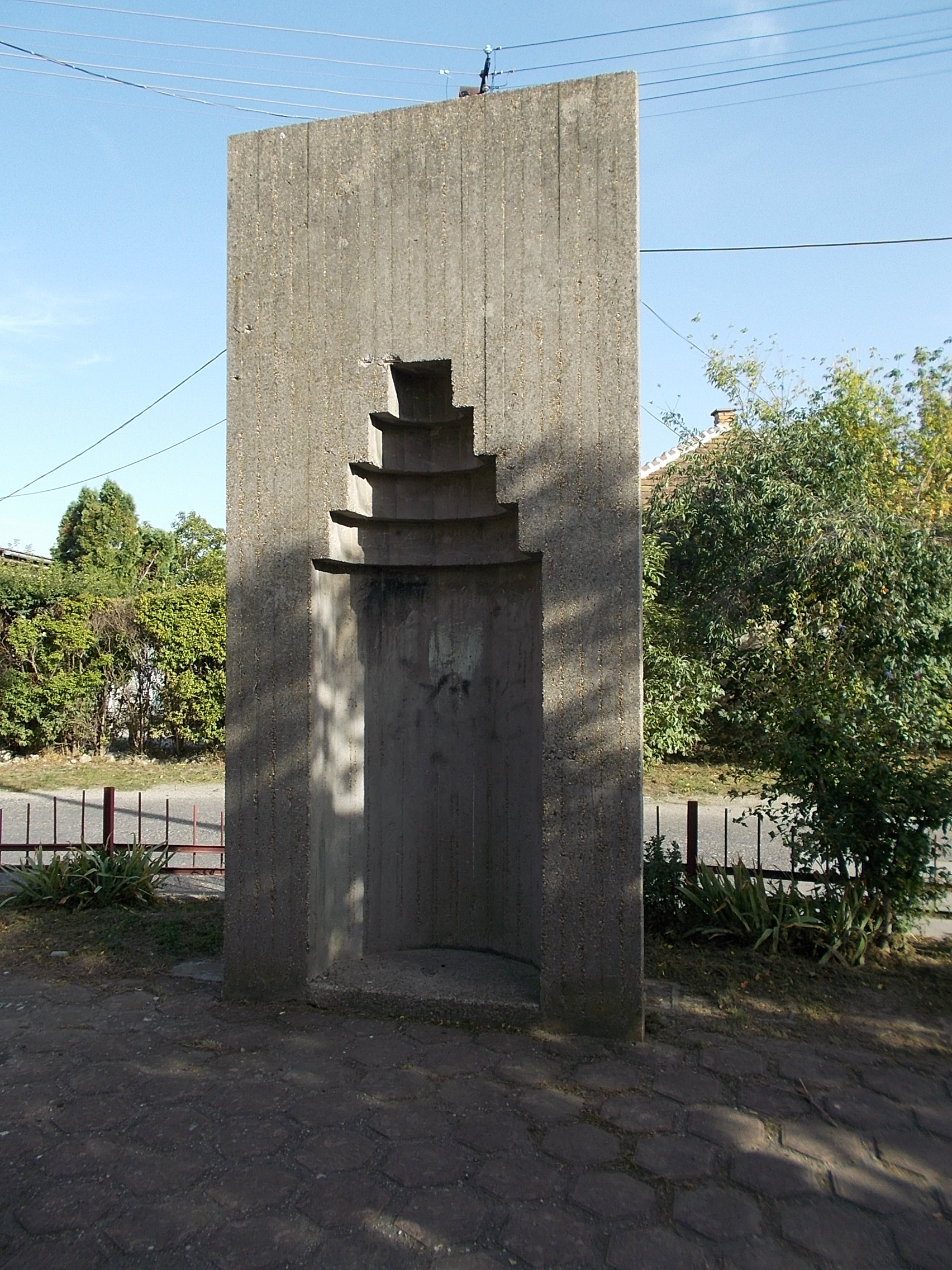
Копия михраба, выполненная из железобетона.
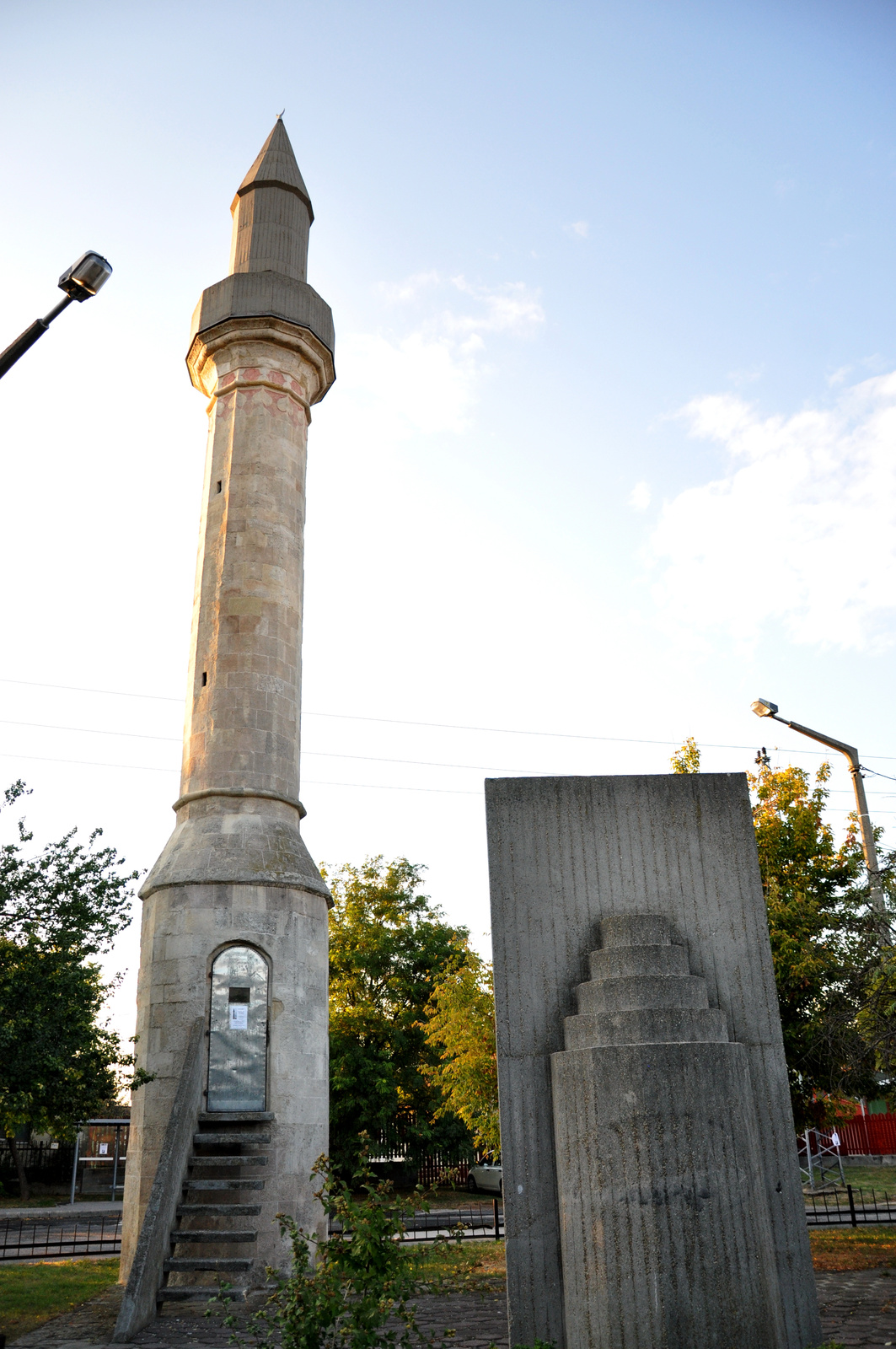
Минарет и Михраб (молитвенная ниша).
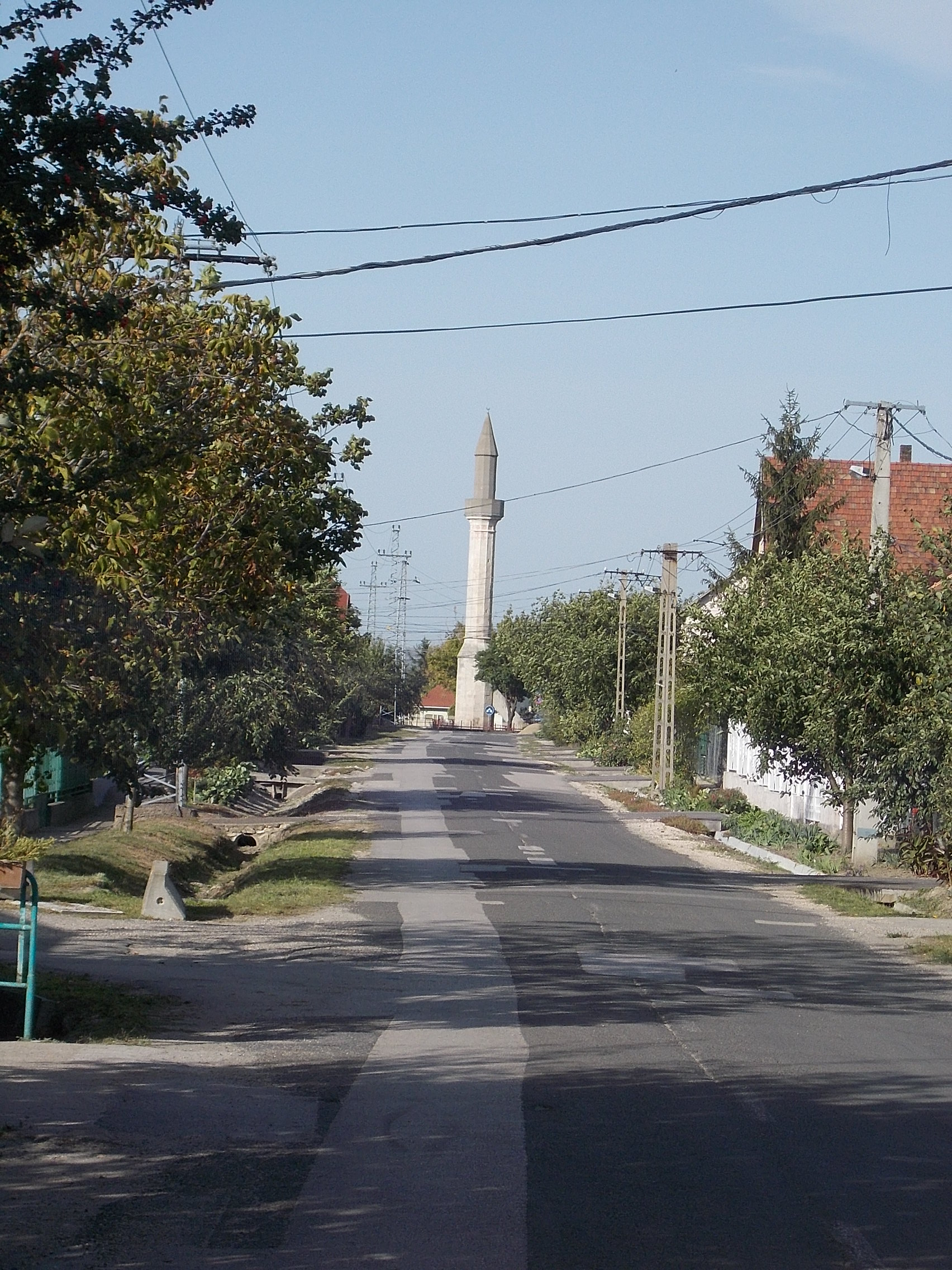
Минарет издалека.
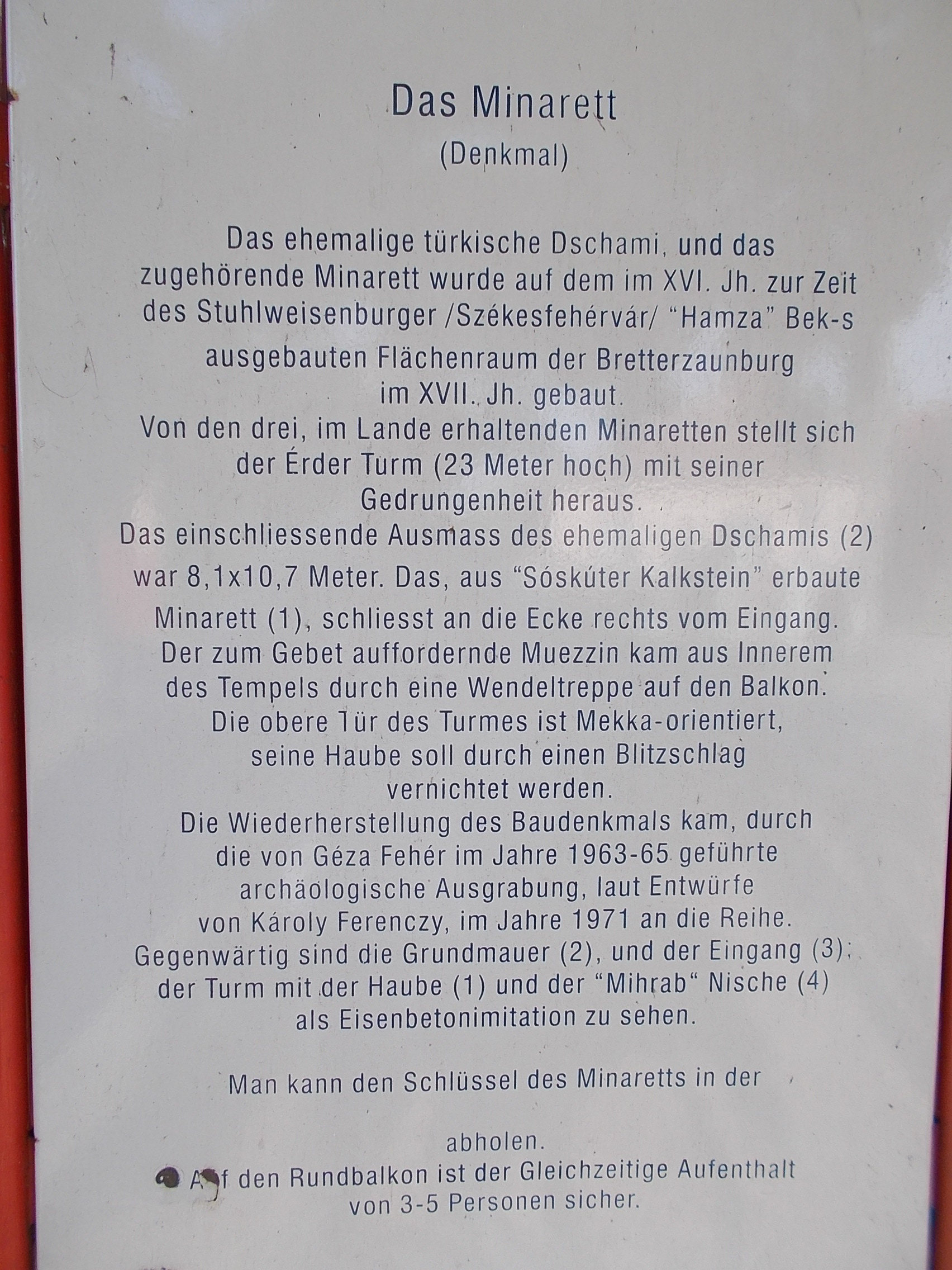
Табличка с описанием на немецком языке.